# Berjaya Times Square
Berjaya Times Square là một tổ hợp tháp đôi gồm một khu trung tâm mua sắm và hai khách sạn năm sao tại Kuala Lumpur, Malaysia. Tổ hợp này được mở cửa vào tháng 10 năm 2003 bởi thủ tướng Malaysia lúc bấy giờ là YAB Datuk Seri Dr Mahathir bin Mohamad. Hai tòa tháp của tổ hợp này cùng có chiều cao là 203 m (666 ft) với 48 tầng.